# Chalcostephia flavifrons
Chalcostephia flavifrons (tên tiếng Anh là Yellowface hoặc Inspector) là một loài chuồn chuồn ngô thuộc họ Libellulidae. Nó là loài duy nhất thuộc chi.
Nó được tìm thấy ở Angola, Botswana, Burkina Faso, Cameroon, Cộng hòa Dân chủ Congo, Bờ Biển Ngà, Guinea Xích Đạo, Ethiopia, Gambia, Ghana, Guinea, Guinea-Bissau, Kenya, Liberia, Madagascar, Malawi, Mozambique, Namibia, Nigeria, Senegal, Sierra Leone, Nam Phi, Tanzania, Togo, Uganda, Zambia, Zimbabwe, và có thể cả Burundi. Môi trường sống tự nhiên của chúng là rừng khô nhiệt đới hoặc cận nhiệt đới, rừngs ẩm vùng đất thấp nhiệt đới hoặc cận nhiệt đới, xavan khô, xavan ẩm, vùng cây bụi khô khu vực nhiệt đới hoặc cận nhiệt đới, vùng cây bụi ẩm khu vực nhiệt đới hoặc cận nhiệt đới, sông ngòi, sông có nước theo mùa, vùng đất ẩm với cây bụi là chủ yếu, đầm lầy, hồ nước ngọt có nước theo mùa, đầm nước ngọt, đầm nước ngọt có nước theo mùa, và suối nước ngọt.